# تیغه جاودانه
تیغه جاودانه (ژاپنی: 無限の住人 هپبورن: Mugen no Jūnin) یک مجموعه مانگای ژاپنی است که توسط هیروئاکی سامورا نوشته و مصورسازی شده‌است. این مجموعه توسط انتشارات کودانشا از ژوئن سال ۱۹۹۳ تا دسامبر ۲۰۱۲ در ماهنامه افترنون به چاپ می‌رسید، و فصل‌های آن در سی جلد تانکوبون گردآوری و چاپ شدند. داستان این مجموعه در ژاپن و اواسط دورهٔ حکومت توکوگاوا شوگون روایت می‌شود، و ماجراجویی یک سامورایی نفرین شده و جاودانه به نام مانجی را دنبال می‌کند که برای دستیابی به فناپذیری خود می‌بایست ۱۰۰۰ مرد شرور را بکشد.
یک مجموعه تلویزیونی انیمه سیزده قسمتی بر پایه نسخه مانگا و به کارگردانی کوئیچی ماشیمو توسط استودیوی بی ترین دستمایه اقتباس قرار گرفت که از ژوئیه تا دسامبر سال ۲۰۰۸، از شبکهٔ ای‌تی-ایکس در حال پخش بود. همچنین در ژوئیه سال ۲۰۰۸، رمانی تحت نام تیغه جاودانه: افسانه شمشیر شیطانی توسط کودانشا منتشر شد. یک فیلم لایو اکشن نیز به همین نام و به کارگردانی تاکاشی میکه در تاریخ ۲۹ آوریل ۲۰۱۷، در کشور ژاپن به نمایش درآمد. دومین مجموعه تلویزیونی انیمه به تعداد ۲۴ قسمت توسط استودیوی لیدن فیلمز از اکتبر ۲۰۱۹ الی مارس ۲۰۲۰ به نمایش درآمد.